# 小川常人
小川 常人（おがわ つねんど、1919年12月 - 2008年12月28日）は、日本の思想史学者。真木保臣研究の第一人者。元郵政大学校教授・芸林会代表。
1919年、京都府に生まれる。第四高等学校を経て、1943年に東京帝国大学文学部国史学科を卒業。平泉澄博士に師事。1944年入営、1945年陸軍少尉。1946年に亀岡郵便局長となった後、郵政省に入って地方郵政局人事部長・郵政参事官・上席監察官・中央郵政研修所教頭等を歴任した後、郵政大学校副校長・教授。さらに、芸林会代表・亀岡市文化財保護委員などもつとめる。

## 著書
- 『精忠の祠官 真木和泉守』真木和泉守先生景仰会、1944年
- 『真木和泉守の研究』神道史学会、1970年
- 『近代郵便発達史』示人社、1983年
- 『真木和泉守全集』上中下（編著）水天宮、1998年